# Хендрикс, Рован
Рован Хендрикс (англ. Rowan Hendricks; род. 15 ноября 1979 в Кейптауне) — южноафриканский футболист, полузащитник. В составе национальной сборной провёл 2 матча.

## Карьера

### Клубная
По своей национальности Хендрикс принадлежит к этнической группе, которая составляет приблизительно 10 % от населения ЮАР. Он начинал заниматься футболом в клубе «Кейптаун Спёрс». В возрасте 14 лет Рован уехал в спортинтернат Йоханнесбурга, где пробыл 4 года. В 1998 году он приехал в Германию и присоединился к «Айнтрахту» из Франкфурта. Южноафриканский игрок дебютировал в Бундеслиге 1 апреля 2000 года во встрече с «Арминией». Больше футболист в составе первой команды не появлялся, однако до 2001 года он активно выступал в оберлиге Гессена за резерв «Айнтрахта». В 2001 году Хендрикс вернулся на родину и подписал контракт с «Аяксом» из Кейптауна (клуб образован в 1999 году в результате слияния «Кейптаун Спёрс» и «Севен Старз»). В чемпионате ЮАР за полтора сезона он отыграл 41 матч и забил 4 гола.
В 2003 году Рован Хендрикс перешёл в российский клуб «Ростов». По поводу своего перехода футболист высказался так:

Позвали на десятидневные сборы. Видимо, подошёл тренеру. Вот и подписался на три года… Не буду скрывать, в первый момент после прилета из Москвы испытал шок. От увиденного в аэропорту. Куда ты, думаю, приперся?— Южноафриканцы в российском футболе
Хендрикс официально дебютировал 15 марта в игре чемпионата России против московского Торпедо. Всего же в первенстве страны за сезон 2003 он провёл 17 встреч. Также в 2003 году полузащитник из ЮАР участвовал в матчах Кубка России, причём вместе с ростовчанами он добрался до финала данного соревнования. В финальном матче против «Спартака» из Москвы Хендрикс вышел на замену во втором тайме, но ничем помочь не смог: в итоге его клуб проиграл со счётом 0:1. В своём втором сезоне в России южноафриканец играл мало, но 27 марта 2004 года забил гол в игре с «Рубином» (итоговый счёт — 1:1). В третьем для себя сезоне Рован появлялся намного чаще: в 12 из 17 матчей ЧР он выходил в стартовом составе.
После окончания контракта с «Ростовом» Хендрикс уехал в ЮАР, где выступал за различные местные клубы.

### В сборной
За сборную ЮАР Рован Хендрикс провёл 2 матча в 2005 году.